# George Stuart Robertson
Sir George Stuart Robertson, KC, FSA (* 25. Mai 1872 in London; † 29. Januar 1967 ebenda) war ein britischer Leichtathlet und Tennisspieler aus England.
Er studierte an der Oxford University. 1896 nahm er an den 1. Olympischen Spielen der Neuzeit teil.

## Sportliche Laufbahn
Robertson gewann von 1893 bis 1895 den Hammerwurf im Wettstreit zwischen den rivalisierenden Universitäten Oxford und Cambridge sowie einige anderen Wettkämpfe. Da die Disziplin 1896 nicht olympisch war, nahm er am Diskuswurf teil, wo er mit einer Weite von 25,20 m Vierter wurde. Beim Kugelstoßen war er mit einer Weite von 9,95 m und seinem vierten Platz erfolgreicher. Die Quellen unterscheiden sich bei der Weite und Platzierung; beim Kugelstoßen gilt eine Teilnahme unter manchen Quellen sogar als unwahrscheinlich.
Als gesichert gilt seine Teilnahme am Tennisturnier. Im Einzel wurde er schon in der ersten Runde von Konstantinos Paspatis aus Griechenland geschlagen und schied aus.
Im Doppel wurde er mit seinem australischen Partner Edwin „Teddy“ Flack Dritter. In der ersten Runde hatten die beiden ein Freilos gehabt und kamen somit automatisch in das Halbfinale, wo sie dann gegen Dionysios Kasdaglis aus Ägypten und Dimitrios Petrokokkinos aus Griechenland, den späteren Silbermedaillengewinner, verloren.
Während der Schlussfeier trug er eine selbst komponierte Ode nach antikem Vorbild in Altgriechisch vor. König Georg I. war davon derart begeistert, dass er Robertson spontan mit einem Lorbeerzweig ehrte. Obwohl selbst ein begeisterter Olympionike, äußerte sich Robertson 1901 negativ zu den Spielen und sagte ihnen nach, den Krieg mit dem Osmanischen Reich mit herbeigeführt zu haben.

## Späteres Wirken
Robertson war auch nach seiner Zeit als Sportler erfolgreich. 1899 wurde er in Oxford als Anwalt zugelassen. Er schrieb verschiedene Bücher und wurde selbst 1907 in den Generalrat der Anwaltskammer berufen. 1912 wurde er Chief Registrar of Friendly Societies. 1923 bekam er den Rang des Industrial Assurance Commissioner, einen Posten, den er bis 1937, dem Ende seines öffentlichen Lebens, behielt.
1928 wurde er zum Ritter geschlagen. Mit seinem Tod im Alter von 94 Jahren starb der letzte britische Teilnehmer der ersten Olympischen Spiele.